# Thoiré-sur-Dinan
Thoiré-sur-Dinan település Franciaországban, Sarthe megyében. Lakosainak száma 398 fő (2022. január 1.). Thoiré-sur-Dinan Saint-Vincent-du-Lorouër, Beaumont-Pied-de-Bœuf, Chahaignes, Flée, Jupilles és Saint-Pierre-du-Lorouër községekkel határos.

## Népesség
A település népessége az elmúlt években az alábbi módon változott:
| Lakosok száma | 458  | 478  | 461  | 439  | 422  | 414  | 406  | 396  | 398  |
|               | 2013 | 2015 | 2016 | 2017 | 2018 | 2019 | 2020 | 2021 | 2022 |